# غاري كروفت
غاري كروفت (بالإنجليزية: Gary Croft)‏ هو لاعب كرة قدم بريطاني، ولد في 17 فبراير 1974 في Burton upon Trent ‏ في المملكة المتحدة. شارك مع منتخب إنجلترا تحت 21 سنة لكرة القدم. أما مع النوادي، فقد لعب مع إيبسويتش تاون وبلاكبيرن روفرز وغريمسبي تاون وكارديف سيتي ولينكولن سيتي أف سي وويغان أتلتيك.

## وصلات خارجية
- غاري كروفت على موقع قاعدة بيانات كرة القدم.إي يو (الإنجليزية)
- غاري كروفت على موقع Soccerbase.com (لاعب) (الإنجليزية)
- غاري كروفت على موقع عالم كرة القدم.نت (الإنجليزية)